# Willy Ley
Pour les articles homonymes, voir Ley (homonymie).
Compléments
Citoyen américain (1944)
Worldcon Guest of Honor (1953)
Willy Ley (2 décembre 1906 à Berlin - 24 juin 1969 à New York) est un auteur scientifique américain d'origine allemande. Il a été un des pionniers de la conquête spatiale, et a aidé à rendre les fusées et les vols spatiaux populaires, dans son pays natal comme aux États-Unis. Le cratère Ley sur la face cachée de la Lune est baptisé en son honneur.

## Biographie
Ley a grandi dans les rues de Berlin, sa ville natale, et étudia l'astronomie, la physique et la paléontologie à l'université de Berlin. Il commença à s'intéresser au vol spatial après avoir lu le livre de Hermann Oberth Die Rakete zu den Planetenräumen. Il publia le livre Die Fahrt in den Weltraum ("Le voyage dans l'espace") en 1927, et devint la même année un des premiers membres de la société aéronautique allemande Verein für Raumschiffahrt (VfR). Il se mit à écrire intensivement pour son journal Die Rakete ("la fusée"). Il fut avec Oberth un des consultants sur le film de Fritz Lang Frau im Mond ("Une femme sur la Lune").
En 1935, Ley quitta l'Allemagne nazie pour le Royaume-Uni puis les États-Unis. En 1936, il supervisa des travaux sur deux avions de transport de courrier propulsés par fusée à Greenwood Lake. Ley lisait beaucoup de science-fiction et commença à écrire des articles dans les magazines de science-fiction américains, en commençant par "The Dawn of the Conquest of Space" (l'aube de la conquête de l'espace) dans le numéro de mars 1937 d'Astounding Stories. Ley écrivit une colonne scientifique appelée Pour votre information dans Galaxy Magazine, d'octobre 1950 jusqu'à sa mort. Proche de John W. Campbell et de Robert A. Heinlein, il faisait partie de la communauté de fan de science-fiction, participait à des conventions SF, et fut invité d'honneur à la onzième World Science Fiction Convention de 1953.
Son livre "Rockets - the Future of Travel Beyond the Stratosphere" (Les fusées - le futur des voyages au-delà de la stratosphère, 1944), décrit les premières fusées de la VfR ainsi que des projets plus futuristes visant à atteindre la Lune avec une fusée à trois étages « haute du tiers de l'Empire State Building », estimation très proche de ce que sera Saturn V vingt ans plus tard. Son œuvre des années 1950 et 60, dont les livres The Conquest of Space (1949, avec Chesley Bonestell), The Conquest of the Moon (1953, avec Wernher von Braun et Fred Whipple), Beyond the Solar System (1964), est vu comme un classique de la science populaire. Son livre Rockets, Missiles, and Space Travel (1957), fut même cité dans Space Handbook: Astronautics and its Applications, un rapport du Select Committee on Astronautics and Space Exploration de la chambre des représentants des États-Unis, qui fournissait des informations non techniques sur le vol spatial aux décideurs américains. Il fut de plus consultant scientifique pour le film Destination... Lune ! (1950) et pour la série radio TV Tom Corbett Space Cadet, adaptés des œuvres de Robert A. Heinlein, ainsi que pour le film The Space Explorers de 1959.
Ley est surtout connu pour ses livres sur les fusées et l'espace, mais il écrivit aussi plusieurs livres sur les animaux. L'un de ces livres est Exotic Zoology (1959), en partie liée à la cryptozoologie, puisque Ley y parle du Yéti, des serpents de mer. La première partie du livre (nommée Mythes?) repose sur l'hypothèse que l'existence de certaines créatures légendaires comme les licornes et les cyclopes proviennent d'erreurs d'observations sur des animaux ayant existé, ou sur leurs restes.
Il fut membre du Trap Door Spiders, un club de lecture réservé aux hommes, qui inspira à Isaac Asimov une série de nouvelles policières nommée Les Veufs Noirs.
Ley mourut à l'âge de 62 ans le 24 juin 1969, dans sa maison de Jackson Heights dans le Queens, où il vivait avec sa famille depuis le milieu des années 1950.

## Publications[7]
- (en) The Lungfish and the Unicorn; an Excursion into Romantic Zoology, Modern Age Books, 1941
- (en) The Days of Creation; a Biography of Our Planet, éditeur inconnu, 1944
- (en) Bombs and Bombing, Modern Age Books, NY, 1941
- (en) Shells and Shooting, Modern Age Books, New York, 1942
- (en) Rockets; The Future of Travel Beyond the Stratosphere, Viking Press, 1944
- (en) The Lungfish, the Dodo, & the Unicorn : An Excursion Into Romantic Zoology (expanded edition of The Lungfish and the Unicorn), Viking Prss, 1948
- (en) Dragons in Amber. Further adventures of a romantic naturalist., Sidgwick & Jackson, 1951
- (en) (avec Wernher Von Braun & al), The Complete Book of Outer Space, Maco Magazine Corporation, 1953
- (en) Wernher von Braun, Fred Lawrence Whipple et Willy Ley (ill. Chesley Bonestell, Fred Freeman, Rolf Klep), Conquest of the Moon, New York, The Viking Press, 1953 (1re éd. 1952 - Collier's Man on the Moon)
- (en) Engineers' Dreams, Viking Press, 1954 (ISBN 978-99974-832-1-8)
- (en) Salamanders and other Wonders, Viking Press, 1955
- (with Wernher Von Braun), Chesley Bonestell, Viking Press, 1956
- Willy Ley, Adventure in Space : Space Pilots, Guild Press, 1957
- (en) Willy Ley, Adventure in Space : Space Stations, Guild Press, 1958
- (en) Willy Ley, Rockets, Missiles and Space Travel, New York, The Viking Press, 1951 - revised edition 1958 (1re éd. 1944)
- (en) Willy Ley's Exotic Zoology, New York, Random House, 1959, 468 p. (ISBN 978-0-517-62545-3, LCCN 86029879). Traduction française: Animaux fabuleux, Paris, Julliard, 1964 (lire en ligne)
- (en) Watchers of the Sky : an Informal History of Astronomy From Babylon to the Space Age, Viking Press, 1963
- The Poles, LIFE Nature Library, 1963
- (en) Beyond the Solar System, Viking Press, 1964
- Missiles, Moonprobes, and Megaparsecs, New American Library, 1964
- (en) Ranger to the Moon, Signet, 1965 (ISBN 978-1-251-02668-1)
- (en) Willy Ley's For Your Information : On Earth and in the Sky, DoubleDay, 1967
- (en) Rockets, Missiles, And Men In Space (revision of "Rockets, Missiles, and Space Travel"), Signet/Viking, 1968
- (en) Dawn of Zoology, Prentice-Hall, 1968 (ISBN 978-600-03-8663-4)
- (en) Another Look at Atlantis and Fifteen Other Essays, New York, DoubleDay, 1969, 229 p. (ISBN 978-0-517-14543-2, OCLC 223246666)

## Adaptation
- 1955 : La Conquête de l'espace (Conquest of Space), de Byron Haskin ; (Conquest of the Moon)